# Alajeró
Alajeró ist eine der sechs Gemeinden der Kanareninsel La Gomera. Der Ort Alajeró, in dem sich auch der Verwaltungssitz befindet, liegt hoch in den Bergen oberhalb des Ortes Playa Santiago, der zum Teil zur Gemeinde Alajeró und zu San Sebastián de La Gomera gehört.

## Geschichte
Die Gemeinde Alajeró befindet sich im Teil der historischen Ureinwohnergebiete Hipalán und Orone.
Die Gründung des größeren Ortes Playa Santiago ist auf Fischer zurückzuführen, die sich dort aufgrund der guten Fangmöglichkeiten ansiedelten und dort Fischkonservenfabriken, sowie Gebäude zur Instandsetzung der Schiffe errichteten.

## Wirtschaft
Im Winter liegt die Gemeinde häufig im Wolkennebel. Das machten sich die Bewohner früher zunutze, indem sie mit den ersten Regenfällen im November Getreide und Hülsenfrüchte aussäten, die dann im Mai geerntet wurden. Inzwischen wurde die kommerzielle Landwirtschaft praktisch aufgegeben. Seit einer landwirtschaftlichen Krise in den 1960er und 1970er Jahren setzte Landflucht ein, so dass die kleineren Dörfer teilweise völlig verlassen sind und viel Land brach liegt. Auch die Fischfabrik von Playa Santiago musste geschlossen werden.
Ein wenig Wohlstand bringt heute der gemäßigte Tourismus, auch dank des kleinen, 1999 eröffneten Inselflughafens.

## Interessante Orte

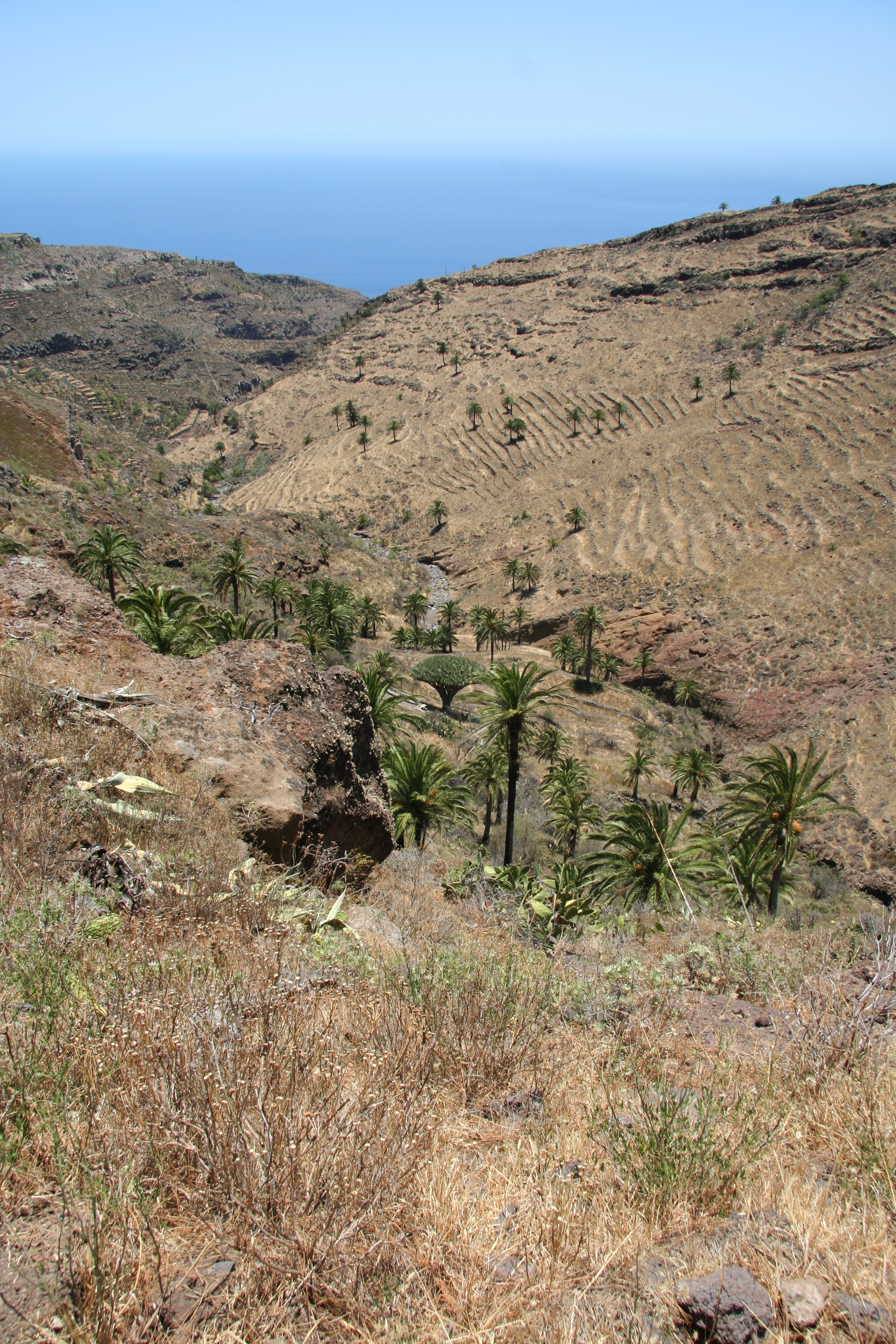
Seitental mit Drachenbaum

- Iglesia San Salvador del Mundo aus dem Jahr 1512 mit hölzerner Christusstatue aus dieser Zeit. Außerdem befindet sich hier eine Bildhauerarbeit aus dem 17. Jahrhundert.
- Ermita San Isidro auf der Kuppe des 807 Meter hohen Roque Calvario mit Panoramablick auf die Südküste La Gomeras. Steinsetzungen erinnern daran, dass bereits die Altkanarier an diesem Ort waren.
- Oberhalb des Ortes Alajeró steht die kleine Ermita del Buen Paso. Mitte September, am Namenstag der Schutzheiligen, findet die größte Wallfahrt der Insel statt.
- Der einzige, wildwachsende Drachenbaum (Drago de Agalán) Gomeras befindet sich in einem Seitental.
- Wassermühle von Pastrana

## Orte der Gemeinde
Die Bevölkerungszahlen in Klammern stammen aus dem Jahr 2007.
- Alajeró (576)
- Antoncojo (78)
- Aguayoda (44)
- Barranco de Santiago o Guarimiar (55)
- Imada (152)
- Playa de Santiago (1.159)
- Quise (9)
- Targa (69)
- Benchijigua